# Golfe
Golfe ist ein Stadtbezirk (Distrito Urbano) von Kilamba Kiaxi in der Metropolregion Luanda in Angola. Es besteht aus den Siedlungen Golfe I und Golfe II, die Mitte der 1970er Jahre entstanden sind. Die Siedlung Golfe 1 ist bisher noch nicht an das Wasserleitungsnetz angeschlossen. Im Jahr 2011 wurde in Golfe II mit dem Luanda Fashion Center das größte Mode-Einkaufszentrum des Landes eröffnet.